# Satz von Tamano
Der Satz von Tamano ist ein Lehrsatz aus dem mathematischen Teilgebiet der Topologie, der auf den japanischen Mathematiker Hisahiro Tamano zurückgeht. Er charakterisiert die Parakompaktheit topologischer Räume mittels der Konzepte von Normalität und Kompaktheit unter Einbeziehung der Stone-Čech-Kompaktifizierung.

## Formulierung des Satzes
Für jeden Hausdorff-Raum {\displaystyle X} sind die folgenden Bedingungen gleichwertig:
1. {\displaystyle X} ist parakompakt.
2. {\displaystyle X} ist vollständig regulär und das topologische Produkt {\displaystyle X\times {\beta {X}}} von {\displaystyle X} mit seiner Stone-Čech-Kompaktifizierung {\displaystyle \beta {X}} ist normal.
3. Das topologische Produkt {\displaystyle X\times K} von {\displaystyle X} mit jedem beliebigen kompakten Hausdorff-Raum {\displaystyle K} ist normal.

## Korollar
Für jeden parakompakten Hausdorff-Raum {\displaystyle X} und jeden kompakten Hausdorff-Raum {\displaystyle Y} ist das topologische Produkt {\displaystyle X\times Y} ein parakompakter Hausdorff-Raum.
Dies folgt sofort mit (3) und dem Satz von Tychonoff. Dieses Korollar wiederum zieht seinerseits das folgende Resultat nach sich:
Für jeden Hausdorff-Raum {\displaystyle X} sind die folgenden beiden Bedingungen gleichwertig:
1. {\displaystyle X\times Y} ist normal für jeden parakompakten Hausdorff-Raum {\displaystyle Y}.
2. {\displaystyle X\times Y} ist parakompakt für jeden parakompakten Hausdorff-Raum {\displaystyle Y}.[8]